# 101 Aquarii
101 Aquarii, som är stjärnans Flamsteed-beteckning, är en dubbelstjärna belägen i den södra delen av stjärnbilden Vattumannen och har även Bayer-beteckningen b3 Aquarii. Den har en kombinerad skenbar magnitud på 4,71 och är synlig för blotta ögat där ljusföroreningar ej förekommer. Baserat på parallaxmätning inom Hipparcosuppdraget på ca 11,1 mas, beräknas den befinna sig på ett avstånd på ca 290 ljusår (ca 89 parsek) från solen. Den rör sig bort från solen med en heliocentrisk radialhastighet på ca 15 km/s.

## Egenskaper
Primärstjärnan 101 Aquarii A är en blå till vit stjärna i huvudserien av spektralklass A0 V. Den har en radie som är ca 3,8 solradier och utsänder från dess fotosfär ca 100 gånger mera energi än solen vid en effektiv temperatur av ca 9 300 K.
101 Aquarii A har en svagare följeslagaren av magnitud 7,43 med en vinkelseparation från primärstjärnan på 0,840 bågsekunder.